# 占部佑季
占部 佑季（うらべ ゆき、1991年11月13日 - ）は、日本の元女性ファッションモデル、元タレント、元女優。埼玉県出身。タンバリンアーティスツに所属していた。本庄第一高等学校卒業。血液型は不明。

## 略歴
2004年、ローティーン向けファッション雑誌『ピチレモン』（学研）の第1回読者モデルオーディションで準グランプリを受賞し、同年6月号より専属モデル（ピチモ）として活動していた。
2008年11月号でピチレモンを卒業。
2010年6月22日、自身のブログで本日付で芸能界を引退することを発表した。

## 人物
- 趣味・特技は陸上競技で、100m・200mで県大会に出場した実績がある。専門は短距離。部長を務めていた。
- 体育は苦手だが、走るのに興味があり得意であると本人は述べる。
- 姉が1人いる。
- 高校ではダンス部に所属している。
- リラックマにハマっており、色んなグッズを集めている。
- テレビは好まないが、朝の『ズームイン!!SUPER』は好きと述べている。
- 2008年1月28日付のブログで、留学することを発表。2008年4月14日付のブログでは、帰国を発表した。ちなみに留学先はオーストラリアである。
- 2008年4月25日にはYahoo!のトップページに載った

## 出演

### テレビ
- ピチスタ（テレ玉、2006年11月 - ）

### CM
- ハッピーラッピン（タカラトミー、2005年11月 - ）
- ハッピーフィルミィ（タカラトミー2005年11月 - ）

### スチール
- Cupopセシール（2005年7月 - ）カタログモデル

### 雑誌
- ピチレモン（学研、2004年6月号 - 2008年11月号）専属モデル

### 映画
- ピチモでドラマ－私がモデルになれた理由－（東映ビデオ、2005年12月）
- Strange Circus 奇妙なサーカス（2005年）

## 作品

### 写真集
- スクールガール 小林基行（新風舎、2005年8月）